# Coniopteryx biapicata
Coniopteryx biapicata är en insektsart som beskrevs av Meinander 1983. Coniopteryx biapicata ingår i släktet Coniopteryx och familjen vaxsländor. Inga underarter finns listade i Catalogue of Life.